# Loberad hattlav
Loberad hattlav (Baeomyces placophyllus) är en lavart som beskrevs av Ach. Loberad hattlav ingår i släktet Baeomyces och familjen Baeomycetaceae.  Arten är reproducerande i Sverige. Inga underarter finns listade i Catalogue of Life.